# 세인트빈센트큰귀박쥐
세인트빈센트큰귀박쥐(Micronycteris buriri)는 주걱박쥐과(신세계잎코박쥐류)에 속하는 박쥐의 일종이다. 소앤틸리스 제도의 세인트빈센트섬에서 발견된다.

## 특징
작은 크기의 박쥐로 몸길이는 66~72mm이고, 전완장은 36.4~39.5mm, 꼬리 길이는 12~18mm이다. 발 길이는 10~13mm, 귀 길이는 19~25mm이다.